# Antiochus Gabinius
Antiochus Gabinius war ein römischer Maler, der im 1. Jahrhundert v. Chr. in Rom tätig war.
Er ist aus dem 18. Brief des vierten Buches der erhaltenen Briefsammlung des Redners Cicero an Atticus bekannt, in dem er als Freigelassener und Amtsdiener (accensus) des römischen Politikers Aulus Gabinius angeführt wird. Da von dem Brief differierende Handschriften überliefert sind, gelten weitere biografische Details als unsicher. Wahrscheinlich stammte Antiochus aus Syria und möglicherweise war er ein Schüler des angesehenen Porträtmalers Sopolis, der noch um 54 v. Chr. eine Malschule in Rom unterhielt. Ob er in der Zeit noch tätig war, als der Brief verfasst wurde, ist unklar. Vom Werk des Antiochus Gabinius ist nichts bekannt.